# 羅須地人協会

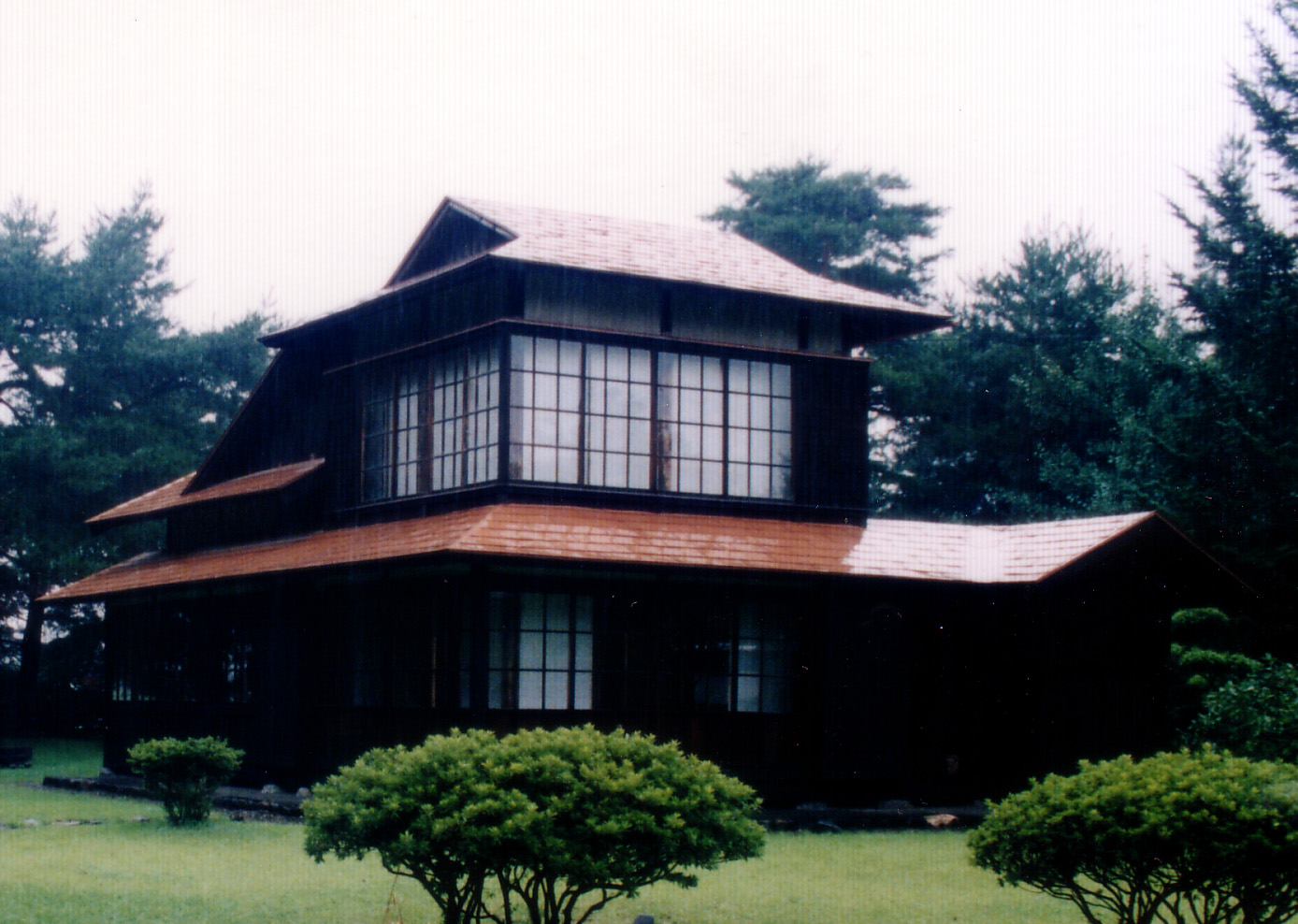
羅須地人協会の建物
（岩手県立花巻農業高等学校）

羅須地人協会（らすちじんきょうかい）とは、1926年（大正15年）に宮沢賢治が現在の岩手県花巻市に設立した私塾。あるいはその目的で使用された宮沢家の住宅建物である。
私塾がこの名称で活動したのは1926年8月から翌年頃までであったが、本記事では、その前後に賢治がこの住宅で独居生活を送った時期全般について説明する。

## 概説

### 協会設立の経緯
賢治は1926年3月31日に、教員として勤務していた岩手県立花巻農学校（岩手県立花巻農業高等学校の前身）を退職した。この退職の理由としては複数の事情が挙げられているが、最も大きかったものは生徒に対して「農民になれ」と教えながら、自らが俸給生活を送っている点への葛藤であったと推定されている。
同年4月より、実家から約1.5km離れた花巻川口町下根子桜（現・花巻市桜町）にあった宮沢家の別宅（建物については後述）を改造して独居自炊の生活を始める。4月1日付の地元紙岩手日報には「新しい農村を建設する 花巻農学校を辞した宮沢先生」という賢治の談話入りの記事が掲載された。同年夏、周囲の若い農民とともに、羅須地人協会を設立した。「協会」とはいっても実質的には賢治一人によるもので、堀尾青史は「ひとりの使命感を持った人物の指導と奉仕による会」と述べている。設立日は旧盆に当たる同年8月16日とされた。

### 活動内容
賢治は周囲の田畑で農作業にいそしんだ。その一方、1926年11月29日から「農民講座」を始める。植物や土壌といった農業と関連する科学的知識を教え、それとともに自らが唱える「農民芸術」の講義も行われた。この講義の題材として執筆されたのが「農民芸術概論綱要」である（詳細は後述）。協会設立に先立つ5月から、賢治は周囲の人々を集めたレコードの鑑賞会や、子ども向けの童話の朗読会も始めていた。
さらに賢治は農民による楽団の結成も考えて自らチェロを購入して練習に励んだほか、親友で先にチェロ演奏を始めた藤原嘉藤治自作の、4人で向かい合って使える譜面台も借りて使用した。藤原は花巻高等女学校音楽教諭のかたわら、すでに自分のアマチュア楽団を率いていた。もっとも、賢治自身もチェロの技術はほとんど上達せず、楽団は練習だけにとどまり演奏会は開いていない。このほかメンバーが不要品を競売する一種のバザーも開いた。農閑期に被服や食糧、工芸品を製作することも企図されていた。1926年12月には、賢治はチェロやオルガン、エスペラント、タイプライターなどの習得のために上京している。この上京中、父親に200円（当時米1升が45銭程度であった）の援助を求めた書簡が残されている。文面は「恒産や定収がない」ことへの後ろめたさをにじませたものであった。また、賢治は協会活動のため花巻のある商店主から借金を重ね、一部は賢治の没後にも残って弟の宮沢清六が返済したと、賢治の縁者でもある関登久也が記している。

### 活動縮小とその後
協会には周囲の若い農民たちは集まったものの、それよりも年長の保守的な農民の理解はなかなか得られなかった。1927年（昭和2年）2月1日、岩手日報に「農村文化の創造に努む 花巻の青年有志が地人協会を組織し自然生活に立ち返る」という紹介記事が掲載された。記事自体は好意的なものであったが、この記事をきっかけに「若者に社会教育を行っている」という風評から賢治は協会の活動に関して花巻警察署長の伊藤儀一郎による聴取を受けた。当時の協会員の回想では、この新聞が出たあとに賢治は「誤解を招いては済まない」と述べ、それ以降オーケストラは一時解散となり、集会も不定期になったという。この年4月10日に「羅須地人協会農芸化学協習」と題した講義を実施したことが賢治の書簡から知れ、「羅須地人協会」のゴム印を発信人に押した書簡が4月と7月の日付で1通ずつ現存している。
その後も賢治はこの別宅で農業指導の活動を続けた。その一つとして協会設立前より行っていた、農家に出向いての施肥指導がよく知られる。これは土地の状況を聞き、それに合った肥料配合を決めるもので「肥料設計」と呼ばれた。その模様は『春と修羅 第三集』（生前は未刊）に収録された詩「それでは計算いたしませう」にうかがうことができる。また、花巻温泉に就職した教え子からの求めに応じて温泉の花壇設計を行ったり、協会に出入りしていた青年に正業を与えるために「レコード交換会」を開かせたりした（これは失敗に終わった）。
しかし、1928年（昭和3年）夏に高温で干天が続いた中で農業指導に奔走したことから健康を害し、実家に戻って療養することとなる。以後、独居生活や協会は再開できないまま終わった。2年あまりの独居自炊生活時代について、見田宗介は「賢治の生涯を論ずるものの関心がこのみじかい年月に集中している」根拠を、「賢治が最もその思想を純粋に近いかたちで生きた年月であったからであり、その思想の靱（つよ）さも深さも限界も破綻もそこに凝縮したかたちで露呈しているからである」と指摘している。
なお、賢治は実家に戻ったあとの1930年（昭和5年）に、協会に出入りしていた人物に送った書簡で「殆んどあすこでははじめからおしまいまで病気（こころもからだも）みたいなもので何とも済みませんでした」と記している。また、「禁治産」と題した戯曲の構想メモには「ある小ブルジョア」の長男を「空想的に農村を救わんとして奉職せる農学校を退き村にて掘立小屋を作り開墾に従う。借財によりて労農芸術学校を建てんという。父と争う、互に下らず子ついに去る。」という人物として設定している。堀尾青史は賢治の評伝の中で、前者について「個人の限界をイヤというほどしらされたことも確かであったろう」、後者について「反省と苦渋がこめられている」と記している。

## 名称の由来
「羅須」の由来については複数の説が挙げられているが、決定的なものはなく、未詳である。賢治が生前「花巻町を花巻というように意義は何もない」と語ったという証言も残されている。一方、出入りした青年たちはもっぱら「農民芸術学校」と自称したという証言もある。

## 農民芸術概論綱要
「農民芸術概論綱要」は、賢治が協会での講義用として執筆した文章である。「綱要」というタイトル通り、「序論」から「結論」に至る10章ごとに10行前後の短い命題によって構成されている。体系立てられてはいないものの、賢治が残した数少ない芸術論として知られる。
賢治は花巻農学校在職時の1926年1月から3月にかけて、岩手県が農学校を利用して開設した岩手国民高等学校（常設の学校ではなく、農村指導者を養成するための集合講座）の講師を務めた折に、この文章に近い講義をおこなった。受講生の一人が講義録のノートを残しており、この文章の成立や意図をうかがう上で貴重な資料となっている。
また、評論家室伏高信のベストセラー『文明の没落』やウィリアム・モリスからの影響が研究者によって指摘されている。
文章自体は生前は未発表で、没後の全集に収録されたが、1945年（昭和20年）に花巻空襲での賢治の実家の被災により草稿は焼失した。その後、賢治の講義を受講した生徒のノートを元に、誤植とみられる箇所の補正がなされている。
本文に含まれる「世界がぜんたい幸福にならないうちは個人の幸福はあり得ない」「まずもろともにかがやく宇宙の微塵となりて無方の空にちらばろう」といったフレーズを刻んだ文学碑も複数存在する。

## 教材絵図
主に科学の講義内容を賢治が水彩画で描いた教材絵図が49点残されている。原子や雪の結晶、植物学や土壌学などを解説したものである。こちらも実家の空襲被害を受けて黒こげに近い状態になったが、かろうじて焼失は免れ、戦後に表具師により修復された。その内容については『宮澤賢治 科学の世界－教材絵図の研究』（筑摩書房、1984年）に詳しい。なお、同様の教材絵図を賢治は農学校時代より使用していたという教え子による証言が残されている。

## 宮沢家別宅について
賢治の祖父、宮沢喜助によって、1904年（明治37年）隠居所として建てられた。木造2階建てで、1階は10畳と8畳の2室、2階は床の間付き8畳の和室となっている。
妹の宮沢トシが結核に冒されて亡くなる8日前まで療養所として使用される。その後、賢治によって1階の10畳を集会場に使える近代的なリビングに改造の上、羅須地人協会として使用されている。賢治の没後、人手に渡って現在の場所に移築されたが、1969年（昭和44年）に花巻農業高等学校の用地の一部として買い取られ、復元整備の上で『賢治先生の家』羅須地人協会として一般に公開されることになった。学校の事務室で鍵を借りて観覧が可能である。
玄関横の黒板には、賢治の筆跡を模した『下ノ 畑ニ 居リマス 賢治』の文字（復元整備の際に弟の清六によって書かれたものが、消えないよう農業高校の生徒によって上書きされ続けている）が記されており、建物横には賢治が農作業のあとに使用した手洗い場の東屋も復元されている。
2007年に花巻農業高校同窓会百周年記念事業の一環として建物の手直しがおこなわれた。この際、1階の床板をすべて張り替えている。

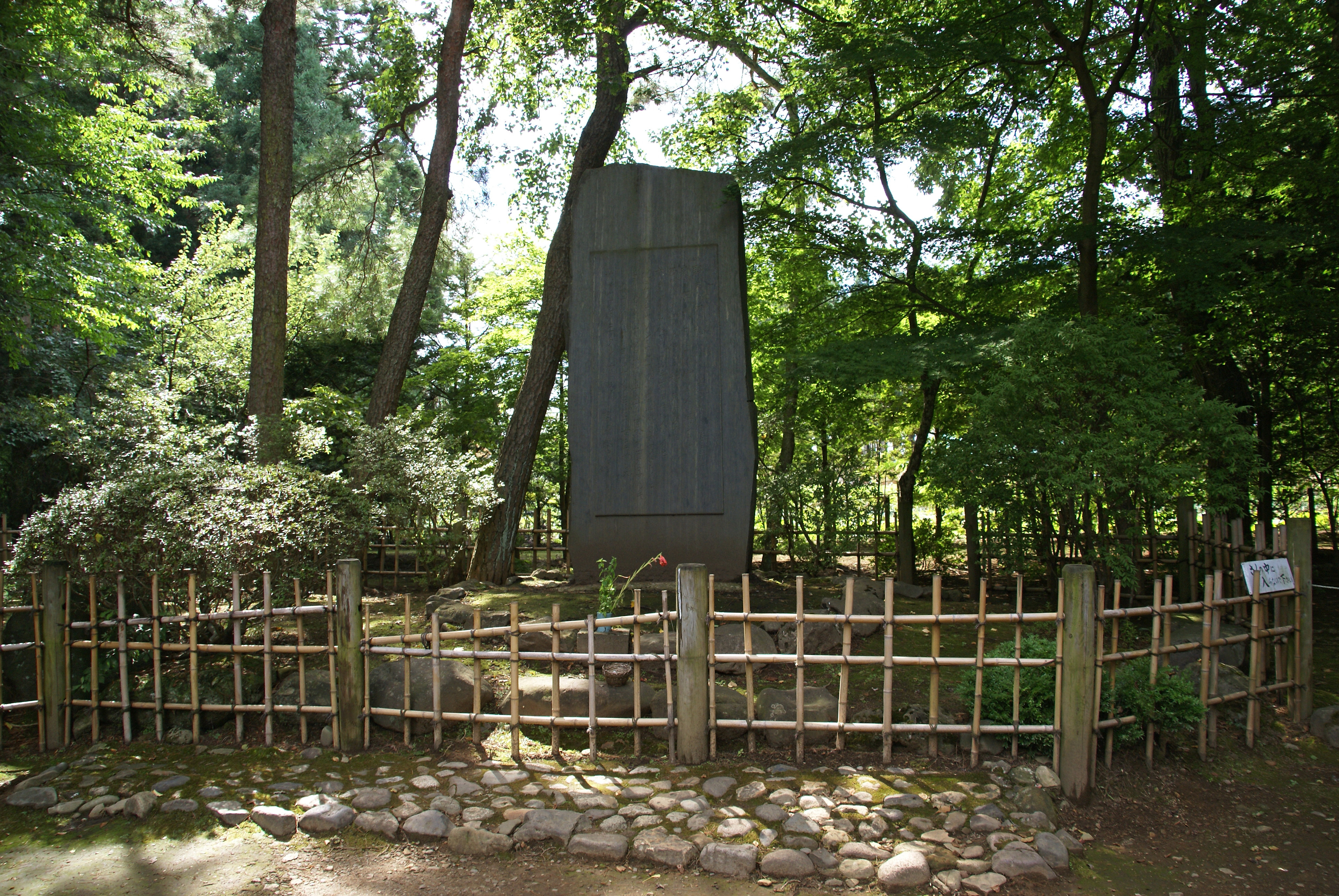
羅須地人協会跡に立つ雨ニモマケズ詩碑（花巻市）

一方、協会の建物がもともと建っていた桜町の跡地には、賢治の死去から3年後に「雨ニモマケズ」の詩碑が建立された。その翌年の賢治の命日(9月21日)から、碑の前で賢治の追悼会が開かれるようになり、1951年（昭和26年）以降は一般参加も可能な「賢治祭」に改められている。また、賢治が居住していた当時の井戸が残されている。

## 関連人物
- 松田甚次郎 - 盛岡高等農林学校の後輩に当たる人物。山形県出身。同校在学中に1927年2月の岩手日報の記事で協会のことを知り、卒業を控えた3月に賢治の元を訪れた[42]。そのとき賢治は松田に「小作人たれ、農民劇をやれ」という言葉を贈った。松田は卒業後、故郷の最上郡稲舟村鳥越（現・新庄市）に戻って農耕生活に入り、戯曲を執筆する。8月に賢治を再訪して戯曲の原稿を賢治に見せ、「水涸れ」というタイトルとアドバイスを受けて9月に鳥越でこれを上演した[43]。協会時代に賢治に接して、その実践にならった（地元以外では）唯一の人物である。松田は賢治没後に羽田書店（羽田孜の父である羽田武嗣郎の経営）から刊行された『宮沢賢治名作選』の編集者となった[注釈 7]。
- 草野心平 - 草野は、面会した森荘已池の言葉から、賢治が「トラクターを使うようなアメリカ式の農場」を経営していると思いこんでいた。1927年に「宮沢農場に行って働かせてもらおう」という考えを抱いて赤羽駅から列車に乗ったところ、それが新潟行きだったため新潟経由で花巻に行くつもりでいたが、新潟に着いたところで東京に戻るよう促す電報を受け取ったため、花巻に行くことはなかった。その結果、草野は生前の賢治に面会する機会を失うことになった[46]。